# Dudljanka
Dudljanka (ryska: Дудлянка) är ett vattendrag i Belarus.   Det ligger i voblasten Hrodna voblast, i den nordvästra delen av landet, 110 km väster om huvudstaden Minsk.
I omgivningarna runt Dudljanka växer i huvudsak blandskog. Runt Dudljanka är det ganska glesbefolkat, med 34 invånare per kvadratkilometer.